# Ferritina
La ferritina es la principal proteína almacenadora, transportadora y liberadora de forma controlada de hierro. La proteína se produce por casi todos los organismos vivos, incluyendo las archaea, bacterias, algas, plantas superiores y animales vertebrados. En los vegetales se retienen en los orgánulos celulares, principalmente en los cloroplastos, que la liberan de acuerdo con sus  necesidades metabólicas (Sechbach, 1982). En los animales se encuentra principalmente en el hígado, bazo, mucosa intestinal y médula ósea. 
En los humanos, actúa como un amortiguador contra la deficiencia y la sobrecarga de hierro.  La ferritina se encuentra en la mayoría de los tejidos como una proteína citosólica, pero pequeñas cantidades son secretadas en el suero sanguíneo, donde funciona como un portador de hierro. La ferritina plasmática de la sangre, es también un marcador indirecto de la cantidad total de hierro almacenado en el cuerpo; por lo tanto, la ferritina sérica se utiliza como prueba de diagnóstico para la anemia por deficiencia de hierro.
La ferritina es un complejo proteínico globular que consta de 24 subunidades proteínicas que forman una nanocaja con múltiples interacciones metal-proteína. Es la principal proteína intracelular de almacenamiento de hierro, tanto en procariotas como en eucariotas, manteniendo el hierro en una forma soluble y no tóxica. Está constituida por una capa externa de proteína soluble, la apoferritina, y un interior compuesto por hidroxifosfato férrico. La ferritina que no se combina con el hierro se llama apoferritina.

## Importancia biomédica
Su cuantificación en sangre y fluidos se utiliza en medicina principalmente para el diagnóstico de las anemias ferropénicas. Su valor es proporcional a los depósitos de hierro. Indica la cantidad de hierro disponible en el organismo. La deficiencia de hierro es la causa más común de todas la deficiencias nutricionales, tanto en los países en vía de desarrollo como en los desarrollados; es además la causa más frecuente de anemia en la práctica de la medicina general y de la hematología. Se ha tomado como supuesto que más del 95% de las anemias en una población aparentemente sana, se debe a deficiencia de hierro, determinándose en pocos estudios, su confirmación a través de la prueba terapéutica o por otros exámenes de laboratorio. 
En general, los valores bajos de ferritina están acompañados de niveles bajos de hierro. El embarazo es otra situación con valores disminuidos de ferritina. Los valores altos indican niveles altos de hierro, que se asocian a otras enfermedades como hemocromatosis, hemosiderosis, intoxicación por hierro o anemias megaloblástica y hemolítica. La medición del valor de la ferritina se utiliza también para el control de los depósitos de hierro en la insuficiencia renal crónica.

## Descripción
La ferritina es una proteína especializada en el depósito del hierro. Tiene la forma de una esfera ahuecada o con una cavidad interna, que constituye la parte proteica denominada apoferritina, y que forma la cubierta que protege al hierro que se encuentra en su interior. En otras palabras, la molécula sin el hierro se denomina apoferritina, con un peso molecular de 430 000 a 480 000 daltons; y la molécula con el hierro se denomina ferritina, y tiene un peso molecular de 900 000 daltons. Su vida media es de aproximadamente 50 a 75 horas. Se encuentra presente en grandes concentraciones en el hígado, el bazo, la médula ósea y el músculo esquelético. Pero también ha sido identificada en muchos otros tejidos en casi todas las células corporales, incluyendo los leucocitos, el plasma e incluso tejidos neoplásicos (como marcador tumoral). La importancia fundamental de la ferritina es la de poder mantener almacenado el hierro en los depósitos. El hierro iónico no unido es tóxico y el hierro es esencial para la vida y debe ser conservado. Por lo tanto, el poder ser almacenado en los tejidos no solo evita su toxicidad, sino que puede ser utilizado cuando el organismo lo requiera. Ahora bien, la ferritina en los tejidos está completamente saturada con hierro, permitiendo de esta manera que hierro libre pueda ser incorporado inmediatamente.

## Depósitos del hierro
El hierro que excede las necesidades funcionales inmediatas es depositado en los tejidos en dos formas:
- Como una fracción difusa, soluble y móvil llamada ferritina.
- Como un agregado insoluble llamado hemosiderina.

## Hemosiderina
Artículo principal: Hemosiderina
Se trata de acúmulos de partículas de ferritina que desarrollan estructuras paracristalinas y masas intracelulares que van a dar lugar a gránulos orgánicos impregnados con óxido férrico y proteínas degradadas. No son homogéneas y son insolubles. Son visibles al microscopio de luz corriente como gránulos intracelulares amarillo dorados con tinción de hematoxilina y eosina, e intensamente azulados con tinción de ferrocianuro de potasio o azul de Prusia.

## Ferritina plasmática
También llamada ferritinemia. Recientemente con el desarrollo de estudios de radioinmunoanálisis altamente sensibles se pudo demostrar la presencia de pequeñas cantidades de ferritina presentes en el plasma de personas normales. Posteriormente se demostró que existe una estrecha relación entre el tamaño de los depósitos de hierro corporales y la concentración de ferritina en el plasma. La ferritina plasmática es secretada por todas las células corporales productoras de ferritina y difiere de la ferritina tisular en que es parcialmente glicosilada y exenta casi totalmente de hierro. De tal manera que la ferritina plasmática no aumenta el hierro sérico a menos que exista una necrosis hepatocelular. Es considerada en la actualidad como la principal prueba para detectar estados de deficiencia o de sobrecargas de hierro corporal. Cada microgramo de ferritina plasmática por litro equivale a 8 a 10 mg de hierro de depósito. La ferritina plasmática refleja el tamaño del depósito corporal de hierro. El principal destino de la ferritina plasmática es el hepatocito y no las células eritroides inmaduras.

## Diagnóstico por el laboratorio
Se deben separar las pruebas de laboratorio entre las que corresponden al diagnóstico de la deficiencia de hierro de aquellas que corresponden a las características de anemia.
Entre las primeras, son utilizadas frecuentemente la concentración del hierro plasmático cuyo límite inferior es 60µg/dl, la capacidad total de saturación de la transferrina por hierro cuyos límites normales son de 300 a 360 µg/dl y el porcentaje de saturación de transferrina obtenida multiplicando por 100 la concentración de hierro plasmático y dividiéndolo por la capacidad total de saturación de transferrina. Este último índice, considerado como el más exacto de los tres, presenta en la deficiencia de hierro niveles entre 15 y 16%. La concentración de porfirina no saturada con hierro (protoporfirina) de los eritrocitos es otra prueba diagnóstica y se encuentra aumentada por encima de 100 µg/dl en pacientes con deficiencia de hierro. Se ha señalado, que tanto el porcentaje de saturación de transferrina como la concentración de protoporfirina miden el grado de deficiencia eritropoyética. En cambio la concentración de ferritina en el plasma mide el grado de depleción tisular de hierro, estableciéndose como límite inferior una concentración > de 12 µg/L. Se utilizan también otras pruebas para medir la deficiencia de hierro, como el número de sideroblastos y la cantidad de hemosiderina en la médula ósea, estando disminuidos en menos de 10% los primeros y disminuida o ausente cualitativamente la segunda. También se puede utilizar la prueba de los receptores de la transferrina, pero desafortunadamente pocos son los laboratorios que han estandarizado el procedimiento. Ninguna de las pruebas para la determinación de la deficiencia de hierro es exacta 100%, por lo cual se sugiere practicar más de una prueba de laboratorio, para corregir los errores propios de los métodos y las alteraciones de los resultados provocados por otras causas patológicas. 

### Resultados de laboratorio
Cuadro Hemático: la deficiencia incipiente de hierro puede incluir solo anisocitosis leve, con aumento del ancho de distribución eritrocitaria (ADE, IDE o RDW); pero conforme se manifiesta la anemia profunda aparecen la hipocromia y la microcitosis. La anemia obviamente se hará presente con disminución en las cifras de hemoglobina y hematocrito; el recuento de glóbulos rojos se encontrará falsamente elevado para la anemia del paciente por la microcitosis presente. En caso de anemia más severa es frecuente encontrar poiquilocitosis, microcitos anómalos y las células “casi cilíndricas” (en habano), así como los llamados anulocitos que son glóbulos rojos que han perdido la mayoría de su palidez central hasta adquirir la forma de un anillo. El número de reticulocitos suele ser normal y sólo en ocasiones se identifican eritrocitos policromatófilos. También son normales el número y la morfología de los leucocitos. El número de plaquetas también está dentro de lo normal, aunque puede haber trombocitopenia o trombocitosis. Esta última es debida al hiperestímulo medular resultante de la anemia y puede manifestarse con recuentos plaquetarios inclusive superiores al millón de células, pero en estos casos los trombocitos tienen una forma normal y la trombocitosis reactiva muestra resolución con el tratamiento de la deficiencia de hierro.
Estudio de la médula ósea: en la médula ósea se observa hipercelularidad a expensas de la serie eritroide y la hemosiderina tisular está considerablemente disminuida o ausente. La celularidad total y la proporción entre elementos mieloides y eritroides son variables en la anemia ferropriva. Los cambios en los precursores eritroides también son inespecíficos. Los normoblastos pueden presentar hemoglobinización deficiente, con citoplasma escaso y a menudo vacuolado.

### Maneras de Valoración
La valoración de las reservas de hierro en la médula ósea puede realizarse de dos maneras:
1. Evaluando la presencia de hemosiderina que se encuentra dentro de las células reticuloendoteliales; en estos casos la hemosiderina se identifica en partículas de médula ósea no teñidas, pero la tinción de hierro por medio de ferrocianuro potásico es más precisa. Cualquier indicio de hierro en almacenamiento descarta prácticamente el diagnóstico de anemia ferropriva. Antes de corroborar que no hay reservas de hierro, el médico debe tener la seguridad de que existen partículas óseas de la médula para la valoración. 
2. También puede valorarse la presencia de gránulos de hierro dentro de los normoblastos. En la deficiencia de hierro y en la anemia de las enfermedades crónicas, disminuye o falta del todo la incorporación del hierro en los eritrocitos en desarrollo.

### Ferritina sérica
Además del estudio de la médula ósea, la medición de ferritinemia quizá sea el recurso diagnóstico más útil para corroborar la presencia de anemia ferropriva simple. Sin embargo, en el marco de estados inflamatorios, lesión, etc. interpretar con cautela estos datos, ya que la ferritina puede encontrarse falsamente normal, pese a la deficiencia de hierro.
La ferritina sérica tiene relación precisa con las reservas totales de hierro corporal y refleja con bastante precisión el que está dentro de las células reticuloendoteliales. Las concentraciones menores a 10 µg/L son típicas de la anemia ferropriva; los que exceden de 50 µg/L constituyen un dato que va en contra del diagnóstico mencionado, incluso en presencia de inflamación o hepatopatía.

### Hierro sérico
Este parámetro, por sí solo, no constituye una medida fiable de la deficiencia de hierro. Suele disminuir en esta situación, pero a veces es normal incluso con deficiencia moderada. Las cifras normales van de 50 a 200 µg/dL, y por lo común son mayores en varones que en las mujeres. También se advierte una variación diurna y los valores son de 10 a 40 µg/dL menores en la noche. El hierro sérico frecuentemente disminuye en cánceres, problemas inflamatorios y con la isquemia del miocardio. La cuantificación en sí puede generar muchos resultados positivos falsos. Aumenta durante la quimioterapia y casi siempre después de la suplementación con hierro por vía oral o parenteral. La ingestión de hierro debe interrumpirse durante 24 horas antes de medir su concentración en suero. Después de la administración parenteral, el incremento en esta cifra persiste durante semanas. Es mejor evaluar la concentración sérica de hierro junto con las de ferritina y transferrina, para facilitar la distinción entre la anemia ferropriva y otros cuadros.

### Protoporfirina eritrocítica libre
Conocida también como FEP, la reacción final en la síntesis del hemo comprende la incorporación del hierro en el anillo protoporfirínico; dicha reacción es catalizada por la enzima ferroquelatasa en la membrana interna de la mitocondria del normoblasto. Las concentraciones de FEP miden la cantidad de protoporfirina no incorporada en el hemo. Es útil para distinguir entre trastornos en la síntesis del hemo (como ferropenia, anemia de las enfermedades crónicas, anemia sideroblástica e intoxicación por plomo) y las anomalías en la síntesis de la globina (como talasemias). En niños es más útil para la investigación primaria de deficiencia de hierro o intoxicación por plomo.

## Bajar la hiperferritininemia y neumonía tóxica
Para tratar este problema el médico tiene que conseguir bajar los niveles hasta que se sitúen en valores normales. Existen diversas maneras, pero las más frecuentes son:
- Realizar una flebotomía terapéutica. Consiste en la extracción de sangre de manera periódica para conseguir que el exceso de ferritina desaparezca. Se realiza un par de veces a la semana, hasta conseguir los niveles óptimos.Simultáneamente, se realizará una transfusión, si fuera necesario.
- Ingesta de quelatos para conseguir que se eliminen los metales pesados que están en el torrente sanguíneo, como la deferoxamina.
- Reducir el consumo de alimentos ricos en hierro como las espinacas o la carne roja.

Si la ferritina se acumula en los pulmones, puede causar neumonía tóxica, que no curso con distrés respiratorio inicialmente (a diferencia de las neumonías infeccionsas) y que se puede intentar contrarrestar, en último término y específicamente, con una broncoscopia. A este tipo de neumonía tóxica son más sensibles los diabéticos, debido a la hemoglobina glicosilada.